# 褚中志
褚中志（1967年9月—），云南昆明人，中华人民共和国前政治人物，在职研究生、经济学博士。原中共大理州委常委、大理市委书记，2015年1月7日因涉嫌严重违纪，接受中国共产党中央纪律检查委员会调查。

## 生平
1967年，褚中志出生在云南省昆明市。1990年7月，他参加工作，任职于云南省机械进出口公司，一直到1993年3月。1993年3月，他在云南民族村办公室工作。1997年9月，褚中志升职为昆明市土地局（昆明市国土资源局）副局长，2004年5月，再度升职为该局党委书记、局长，云南省国土资源厅厅长助理，2007年12月，褚中志担任云南省国土资源厅副厅长、党组成员。2010年2月，褚中志调任云南省公路局副局长。2012年6月，他担任云南省住房和城乡建设厅党组成员、副厅长。2013年8月，褚中志升职为中共大理州委常委、大理市委书记。

### 被查
2015年1月7日，中纪委官方网站宣布褚中志因涉嫌严重违纪，接受中国共产党中央纪律检查委员会调查。2月15日，褚中志遭到免职。4月7日，云南省人民检察院决定由云南省公安厅直属公安局对褚中志执行刑事拘留。4月10日，云南省人民检察院将本案交由红河州人民检察院办理，红河州人民检察院向红河州中级人民法院提起公诉，云南省高级人民法院指定红河州中级人民法院管辖此案。9月29日，红河州中级人民法院一审依法公开开庭审理褚中志涉嫌受贿一案。10月10日，云南省纪律检查委员会将其开除党籍、开除公职。同年11月17日，云南省红河州中级人民法院判处褚中志有期徒刑12年，没收违法所得并且处没收个人财产人民币50万元。